# Distretto di Luninec
Il distretto di Luninec (in bielorusso Лунінецкі раён?) è un distretto (raën) della Bielorussia appartenente alla regione di Brėst.